# Fanfare St. Gertrudis Sint Geertruid
De Koninklijk erkende Fanfare St. Gertrudis Sint Geertruid is een muziekvereniging met een fanfareorkest en een slagwerkensemble uit Sint Geertruid, dat werd opgericht in 1905.